# Cirkus Fantastica
Cirkus Fantastica er Sebastians tiende studiealbum, udgivet i 1979. Det er som det første Sebastian-album indspillet med, hvad der ofte er blevet betegnet "superbandet": Nils Henriksen, Lis Sørensen, Kenneth Knudsen, Michael Friis og Alex Riel. Denne besætning medvirkede også på de efterfølgende plader Live (1980), Stjerne til støv (1981) og 80'ernes Boheme (1983).
Sangene på side 1 kan karakteriseres som en suite bygget over et cirkustema, hvor cirkuslivet ifølge Torben Bille fremstår som "sindbillede på virkeligheden [...] hvor tærsklen fra illusion til virkelighed ofte kun er adskilt med et stormasket sikkerhedsnet". Musikken på side 1 viser bl.a. inspiration fra tysk cabaretmusik fra de tidlige 30'ere. Side 2 indeholder bl.a. "Den lille malkeko", der blev en landeplage, samt en rocket genindspilning af "Hvis du tror du er noget", en sang der oprindelig blev indspillet til Den store flugt (1972).

## Numre

### Side 1
1. "Cirkusvognen" (3:40)
2. "Cirkus Fantastica (Sprechtstallmeister)" (2:53)
3. "Englen og den hvide araber" (3:32)
4. "Klovnene" (4:18)
5. "Linedanseren" (4:05)

### Side 2
1. "American Dream (A Billion Dollar Picture på 4 hjul og alle kanaler)" (5:15)
2. "Den lille malkeko" (2:42)
3. "Den sidste vals" (4:15)
4. "Hvis du tror du er noget" (4:50)